# Vic Buckingham
Vic F, Buckingham (nacido el 23 de octubre de 1915 en Inglaterra y fallecido el 26 de enero de 1995 en Chichester, Inglaterra) fue un futbolista y entrenador de fútbol inglés de los años 60. Destacó especialmente como entrenador, siendo considerado uno de los precursores del denominado fútbol total.
Como futbolista militó durante catorce años, entre 1935 y 1949, en el Tottenham Hotspur FC de Londres, donde jugó 230 partidos como centrocampista defensivo.
Inició su carrera como entrenador en conjuntos amateurs como el Pegasus AFC and Bradford Park Avenue AFC de Inglaterra, antes de debutar en la Premier League inglesa dirigiendo al West Bromwich Albion. Sin embargo fue en Holanda, dirigiendo al Ajax de Ámsterdam donde destacó como gran entrenador. Fue el entrenador que hizo debutar a Johan Cruyff en el Ajax, y desarrolló la filosofía de fútbol total que posteriormente popularizaría el conjunto neerlandés.
A principios de los años 70 entrenó al FC Barcelona y al Sevilla Fútbol Club.

## Trayectoria como entrenador
| Club                     | País         | Años      |
| ------------------------ | ------------ | --------- |
| Oxford University AFC    | Inglaterra   | 1949-1950 |
| Pegasus AFC              | Inglaterra   | 1950-1951 |
| Bradford Park Avenue AFC | Inglaterra   | 1951-1953 |
| West Bromwich Albion FC  | Inglaterra   | 1953-1959 |
| Ajax Ámsterdam           | Países Bajos | 1959-1961 |
| Sheffield Wednesday FC   | Inglaterra   | 1961-1964 |
| Ajax Ámsterdam           | Países Bajos | 1964-1965 |
| Fulham FC                | Inglaterra   | 1965-1968 |
| Ethnikos Piraeus F.C.    | Grecia       | 1968      |
| FC Barcelona             | España       | 1969-1971 |
| Sevilla FC               | España       | 1972      |
| Olympiacos FC            | Grecia       | 1975-1976 |
| Rodos F.C.               | Grecia       | 1979-1980 |

- Datos: Q920038
- Multimedia: Vic Buckingham / Q920038